# Fajerka

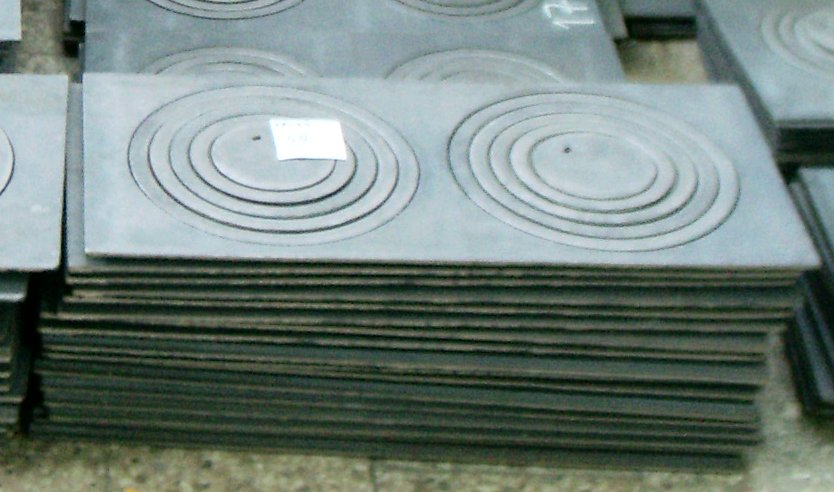
Nowe płyty kuchenne z fajerkami w sklepie

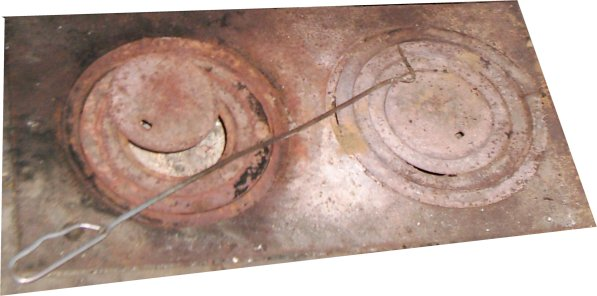
Zużyta płyta kuchenna. Jedna fajerka odsunięta, a obok leży pogrzebacz

Fajerka – częściej fajerki, kilka wzajemnie opierających się na sobie obręczy żeliwnych, przykrywających otwór w żeliwnej płycie kuchennej. Można je zakładać i zdejmować przy pomocy pogrzebacza w kształcie haczyka, czyli hakowato zagiętego drutu z rączką. Zastosowanie fajerek umożliwiło stawianie bezpośrednio na ogniu garnków różnej wielkości  i regulację ilości docierającego do nich ciepła. Prawdopodobnie to wynalazek angielski z drugiej połowy XVIII w.